# Паспорт на животно
Паспорт на животно се нарича документът, който се издава от компетентен орган на дадена държава за конкретно животно и се предоставя на собственика му за съхранение и ползване при продажба. Паспортът е средство за определяне на произхода на животните и гарантиране на неговото здравословно състояние. Изготвянето на ветеринарномедицински паспорт се регламентира с различни нормативни документи при различните видове. Не на всички видове животни се издава такъв паспорт. Видовете животни, на които се издава паспорт са: едри преживни животни (говеда и биволи), еднокопитни (коне, магарета, техни кръстоски и диви еднокопитни), домашни любимци (кучета, котки, фретки) и цирковите животни.
Всяко животно, което се придвижва, се придружава със своя паспорт и се носи от стопанина му или превозвача. Всеки собственик на животно, който го е придобил, попълва незабавно данните си в паспорта. Паспортът придружава животното до кланица и на входа ѝ се проверява от ветеринарен лекар. При смърт на животно паспорта се предава на шофьора на екарисажната кола и придружава трупа му до постъпването му в екарисаж.

## Паспорт на едро преживно животно (ЕПЖ)
Паспорт на ЕПЖ се издава във всички страни на ЕС и това е регламентирано от Европейската комисия с Регламент 911/2006. България също спазва това изискване. Още преди да стане член на съюза тя е въвела издаването на ветеринарномедицински паспорт на всички говеда и биволи. Това става през 1998 г. заедно със започване на процеса на идентификация на едрите преживни животни. В българското законодателство издаването на паспорт на ЕПЖ е регламентирано в Наредба № 61. Съгласно нея изискванията за паспорта е да съдържа следната информация:
- вида ЕПЖ, за коѝто се издава паспортът;
- трите имена, постоянен адрес и ЕГН на собственика на ЕПЖ за физическо лице и наименование, адрес на управление, код по БУЛСТАТ за юридическо лице и едноличен търговец;
- регистрационен номер на животновъдния обект и регистрационен номер на животновъдния обект, в който ЕПЖ е родено;
- регистрационни номера на всички животновъдни обекти, в които е пребивавало ЕПЖ, както и датите на всяка смяна на обекта;
- номер на ушната марка на животното;
- номер на ушната марка на майката или при внасяне от трета страна и обмен между страни членки на ЕС – номера, с който ЕПЖ е внесено;
- описание на животното:
  - име (ако има);
  - пол;
  - възраст;
  - цвят на косъма;
  - предназначение на животното (развъждане, угояване);
  - порода – при племенни животни;
- произход на животното (приплод, покупка);
- трите имена и печат на ветеринарния лекар, издал паспорта;
- дата на издаване на паспорта;
- ветеринарна служба издала паспорта;
- здравословен статус на животното – теренни и лабораторни изследвания, наложени възбрани;
- номер и баркод на паспорта;
- номер на предишния паспорт;
- подпис на собственика.

В България ЕПЖ притежават два вида паспорта. По-старият образец представлява книжка и се попълва на ръка от ветеринарния лекар поставил марката. Този образец се издава на говеда и биволи от 1998 г. родени до 11.03.2007 г. За телета родени след 12.03.2007 г. се издава паспорт нов образец. Той представлява синьо картонче и се издава от държавен ветеринарен лекар след въвеждане в информационната система за идентификация на животните и регистрация на животновъдните обекти (ИСИЖРЖО). След въвеждане на данните на животните в базата данни се генерира паспорт в pdf-формат и се разпечатва. Паспортът се заверява от ветеринарен лекар и се връчва на стопанина на животното срещу подпис. В стария тип на паспорт се попълват данни за изследвания за туберкулоза и различни кръвни тестове. Вписват се данни от субклинично изследване за мастит и данни за застраховка на животните. При новите образци подобни графи липсват. Тук единствено се отрязява датата и резултата от теста за туберкулоза, бруцелоза и левкоза.
- Паспорт на ЕПЖ стар образец
- Паспорт на ЕПЖ нов образец
- Паспорт на ЕПЖ в Унгария

## Паспорт на еднокопитно животно
Европейската комисия регламентира и паспортите на всички еднокопитни животни, техните кръстоски и дивите еднокопитни отглеждани в зоопаркове. Нормативният документ е Регламент 504/2008 и влиза в сила от. 1.07.2009 г. В него са посочени данните, които да съдържа паспорта. Той се попълва на ръка от лице на организация или сдружение, официално одобрени или признати от държавата членка и клон на международна организация или асоциация със седалище в държавата членка, която отглежда коне за състезания или надбягвания.
Паспортът трябва да съдържа следните данни за животното:
- Раздели I и II – Идентификация
  - вид
  - пол
  - уникален доживотен номер (15 знака)
  - дата на раждане
  - описание на глава, тяло крайници
  - име и адрес на лицето, на което се издава документът
  - Контурна схема
- Раздел III – Собственик – вписват се данните на собственика.
- Раздел IV – Вписване на проверките на идентичността.
- Раздели V и VI – Вписване на ваксинациите. В раздел V се вписват само ваксинациите за конска инфлуенца, а в раздел VI всички останали.
- Раздел VII – Здравни лабораторни изследвания.
- Раздел VIII – Валидност на документ за цели на движение.
- Раздел IX – Прием на ветеринарни лекарствени продукти.

В България паспорти притежават всички спортни и племенни коне отглеждани от спортните клубове и племенни стопанства. Паспортът, който се използва за тях почти напълно се доближава до модела на паспорт влизащ в сила от 1 юли 2009 г. Той се издава от лица преминали курс на обучение за начина на попълването му. Курсовете се провеждат от „Българска федерация по конен спорт“.

## Паспорт на домашен любимец
Паспортът на домашните любимци (животни компаньони) е регламентиран с Наредба №18 за здравните изисквания към животни компаньони при придвижването и транспортирането им с нетърговска цел. Този модел се придържа към европейския модел на паспорт и е задължителен за всички домашни любимци от 1 януари 2007 г. До този момент в България не е имало унифициран образец, а за целта са използвани паспорти, разпространявани на пазара от фармацевтични фирми, произвеждащи ваксини за домашни любимци. Настоящият образец на паспорт се попълва от практикуващ ветеринарен лекар и съдържа следната информация:
- Раздел I – Описват се пълните данни на собственика на животното компаньон.
- Раздел II – Описание на животното – име, вид, пол, порода, дата на раждане.
- Раздел III – Идентификация на животното. Описват се датата, мястото и номера на поставения микрочип.
- Раздел IV – Ваксинации против бяс – Съгласно държавната профилактична програма тя се извършва задължително веднъж годишно.
- Раздел V – Серологичен текст за бяс. Попълва се резултата от лабораторен тест от изследване на кръв за степента на изградения имунитет против бяс.
- Раздел VI – Третирания срещу външни паразити.
- Раздел VII – Третирания срещу ехинококоза.
- Раздел VIII – Извършени ваксинации срещу други заболявания.
- Раздел IX – Извършени клинични прегледи.
- Раздел Х – Страница за легализация на животното при излизане извън страната.

- Паспорт на домашен любимец в България
- Паспорт на домашен любимец в Гърция
- Паспорт на домашен любимец в Италия
- Паспорт на домашен любимец в Холандия
- Паспорт на домашен любимец в Страната на баските
- Паспорт на домашен любимец в Каталуня
- Паспорт на домашен любимец в Чехия
- Паспорт на домашен любимец в Унгария

## Паспорт на циркови животни
Цирковите животни също трябва да притежават паспорт по образец определен от Регламент 1739/2005. Съгласно регламента паспорт се издава на всички циркови животни. Цирковите кучета, котки, порове и еднокопитни имат паспорт по образците изброени по-горе и характерни за техния вид. По изключение се издава колективен паспорт за птици и гризачи в съответствие с посочения в регламента образец.
Данните които трябва да бъдат вписани в паспорта са следните:
- Пълни данни за собственика на животното.
- Описание и идентификация на животното
  - име, вид, порода, пол.
  - дата на раждане
  - цвят на козината (ако има)
  - особени белези
  - Индивидуален идентификационен номер (ако е практично). Тип (татуировка, микрочип, ушна маркировка, карта със снимка или рисунка и т.н). Местоположение на средството на идентификация.
- История на ваксинациите
- Подробности за лабораторни тестове
- Лечения